# Akhtar Hussain (hokej na travi)
Akhtar Hussain (23. kolovoza 1926. – 9. studenog 1987.) je bivši indijski i pakistanski hokejaš na travi. 
Ime mu se na urduu piše  اختر حسین .
Osvojio je zlatno odličje igrajući za Indiju na hokejaškom turniru na Olimpijskim igrama 1948. u Londonu.
Nakon što se podijelio Pandžab i Bengal, Hussain je zaigrao za Pakistan. Osvojio je srebrno odličje igrajući za Pakistan na hokejaškom turniru na Olimpijskim igrama 1956. u Melbourneu.

## Vanjske poveznice
- Profil na Database Olympics